# Sar Masjed
Sar Masjed (persiska: سر مسجد) är en ort i Iran.   Den ligger i provinsen Khuzestan, i den centrala delen av landet, 500 km söder om huvudstaden Teheran. Sar Masjed ligger 1 379 meter över havet och antalet invånare är 189.
Terrängen runt Sar Masjed är varierad. Runt Sar Masjed är det ganska tätbefolkat, med 56 invånare per kvadratkilometer. Närmaste större samhälle är Dehdez, 4,0 km öster om Sar Masjed. Omgivningarna runt Sar Masjed är i huvudsak ett öppet busklandskap.